# Euroscaptor grandis
Euroscaptor grandis — вид ссавців родини Talpidae. Він зустрічається в Китаї та, можливо, у М'янмі.